# Ioan Vizitiu
Ioan Iulian Vizitiu (Bârlad, 3 de febrero de 1970) es un deportista rumano que compitió en remo.
Participó en los Juegos Olímpicos de Barcelona 1992, obteniendo una medalla de plata en la prueba de ocho con timonel. Ganó dos medallas en el Campeonato Mundial de Remo, en los años 1993 y 1994.

## Palmarés internacional
| Juegos Olímpicos   | Juegos Olímpicos              | Juegos Olímpicos  | Juegos Olímpicos |
| Año                | Lugar                         | Medalla           | Prueba           |
| ------------------ | ----------------------------- | ----------------- | ---------------- |
| 1992               | Barcelona (España)            | Medalla de plata  | Ocho con timonel |
| Campeonato Mundial |                               |                   |                  |
| Año                | Lugar                         | Medalla           | Prueba           |
| 1993               | Račice (República Checa)      | Medalla de plata  | Ocho con timonel |
| 1994               | Indianápolis (Estados Unidos) | Medalla de bronce | Dos con timonel  |